# Aeromarine 700
Aeromarine 700 – amerykański wodnosamolot pływakowy wytwórni Aeromarine and Motor Company zamówiony przez United States Navy w 1917 jako samolot torpedowy. Zbudowano tylko dwa egzemplarze.

## Historia
W 1917 United States Navy zamówiła cztery samoloty Model 7 z Aeromarine Plane & Motor Company z przeznaczeniem na samoloty torpedowe. Samoloty były napędzane 6-cylindrowym, 90-konnym silnikiem Aeromarine.  Wodnosamolot miał dwa osobne, nie połączone ze sobą pływaki pozwalające na przenoszenie przez samolot torpedy pod kadłubem. Z zamówionych czterech samolotów, do United States Navy dostarczono jedynie dwa egzemplarze (numery seryjne A142/3), jeden z nich został użyty do pierwszych amerykańskich eksperymentów zrzucania torpedy z samolotu. Samolot mógł przenosić jedynie lekkie, szkolne torpedy, co było spowodowane jego bardzo małym udźwigiem (do 700 funtów, ok. 317 kg).